# Grewia kothayarensis
Grewia kothayarensis là một loài thực vật có hoa trong họ Cẩm quỳ. Loài này được Murugan & Manickam mô tả khoa học đầu tiên năm 2008.